# Jaber al-Ahmad al-Jaber al-Sabah

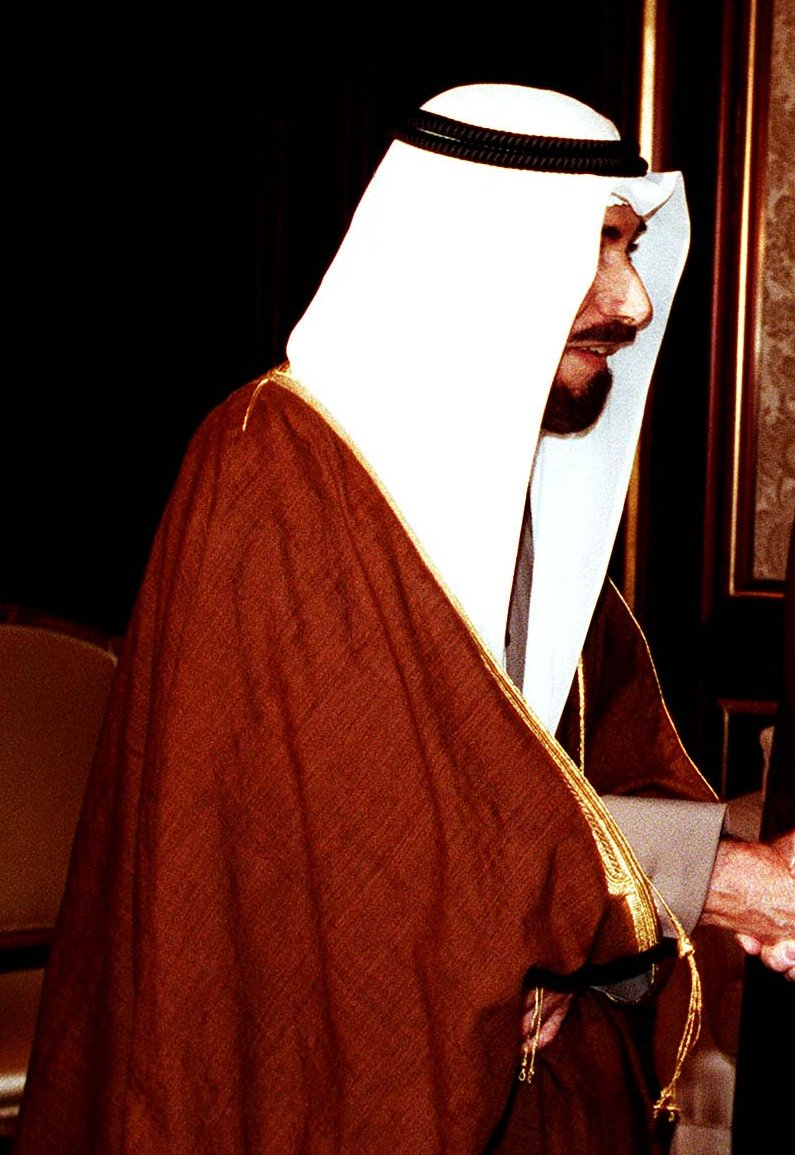
Jaber III al-Ahmad al-Jaber al-Sabah in februari 1998

Sjeik Jaber (of Jabir) III al-Ahmad al-Jaber al-Sabah (29 juni 1926 - 15 januari 2006) was emir van Koeweit van 31 december 1977 tot aan zijn dood op 15 januari 2006. Hij stamt uit de Al-Sabah-dynastie die sinds 250 jaar over Koeweit regeert.
Jaber was de derde zoon van de overleden sjeik Ahmad Al-Jaber Al-Sabah. In het begin volgde hij onderwijs aan de al-Mubarakiya school. Later kreeg hij privé-onderwijs in religie, Engels, Arabisch en de exacte wetenschappen.
Sjeik Jaber werd in 1949 directeur van Publieke Diensten voor de regering-Al Ahmadi. In 1962 werd hij benoemd tot Koeweits eerste minister van Financiën en Economie. Vervolgens, in 1965, werd hij premier. In 1965 werd hij benoemd tot kroonprins. In december 1977 volgde hij zijn neef Sabah III Al-Salim Al-Sabah op als emir van Koeweit.
In 1981 maakte sjeik Jaber gebruik van zijn macht, zoals vermeld in de grondwet van Koeweit, om de nationale assemblee van Koeweit op te heffen. Na de Golfoorlog uit 1991 werd de nationale assemblee geherintroduceerd.
In 1999 kondigde hij een herziening van de verkiezingswet van Koeweit aan. Deze herziening zou vrouwen het actief en passief kiesrecht geven. De nationale assemblee verwierp dit voorstel echter. Pas in 2005 werd de herziening aangenomen.
Sjeik Jaber al-Ahmed al-Sabah overleed op 15 januari 2006 en werd opgevolgd door de 75-jarige kroonprins Saad Al-Abdullah Al-Salim Al-Sabah.

Jaber Al-Ahmad (1e) · Sabah Al-Salim · Jaber Al-Ahmad (2e) · Saad Al-Abdullah · Sabah Al-Ahmad · Nasser Muhammad · Jaber Al-Mubarak · Sabah Al-Khalid